# Priest
Priest（プリースト） は中国の小説家で、2007年からオンライン小説を発表し、複数の受賞作を持つ。ウェブ小説サイトである晋江文学城の専属作家。
女性向け作品で中国のトップ5に入ると作家とされる。様々なジャンルの耽美（中国語でボーイズラブ（BL）を指す）小説や、女性が主人公の小説を執筆していることで知られる。多くの作品が漫画、アニメ、ドラマ化されており、韓国語、タイ語、ベトナム語、台湾語、日本語、英語などに翻訳されている。ドラマ「鎮魂」、「山河令」、「有翡」はpriestの作品を原作としている。 

## 作品

### 中国
| タイトル         | ジャンル                   | 発表年 | 映像化作品                                     | その他メディアミックス             |
| ---------------- | -------------------------- | ------ | ---------------------------------------------- | ---------------------------------- |
| 广泽旧事：锦阳篇 | 歴史、宮廷、武侠           | 2007   |                                                | 同人ラジオドラマ                   |
| 广泽旧事上华篇   | 歴史、宮廷、武侠           | 2009   |                                                |                                    |
| 逆旅来归         | 現代ファンタジー           | 2009   |                                                | 同人ラジオドラマ                   |
| 一树人生         | 現代、日常                 | 2009   |                                                | 同人ラジオドラマ                   |
| 坏道             | サスペンス                 | 2010   |                                                | 同人ラジオドラマ                   |
| 七爷             | 歴史、宮廷                 | 2010   |                                                | 同人ラジオドラマ                   |
| 流光十五年       | 現代、日常                 | 2010   |                                                |                                    |
| 天涯客           | 武侠                       | 2010   | ドラマ「山河令」                               | 原作同名ラジオドラマ               |
| 终极蓝印         | 現代、SF                   | 2011   |                                                | 同人ラジオドラマ                   |
| 锦瑟             | 仙侠                       | 2011   |                                                | 同人ラジオドラマ                   |
| 游医             | 現代、SF                   | 2011   |                                                | 同人ラジオドラマ                   |
| 资本剑客         | 現代、日常、経済           | 2021   |                                                |                                    |
| 最后的守卫       | 西洋ファンタジー           | 2011   |                                                | 同人ラジオドラマ                   |
| 大战拖延症       | 現代ファンタジー           | 2012   |                                                | 同人ラジオドラマ                   |
| 兽丛之刀         | ファンタジー               | 2012   |                                                | 同人ラジオドラマ                   |
| 镇魂             | 都市、ファンタジー、神話   | 2012   | ドラマ「鎮魂」                                 |                                    |
| 大哥             | 現代、日常                 | 2013   | ドラマ「關於未知的我們（僕らも知らない僕ら）」 | 原作同名ラジオドラマ               |
| 大英雄时代       | SF                         | 2013   |                                                |                                    |
| 山河表里         | 現代ファンタジー           | 2014   |                                                | 同人ラジオドラマ                   |
| 六爻             | 仙侠                       | 2014   |                                                | 原作同名ラジオドラマ               |
| 脱轨             | 現代SF                     | 2014   | ドラマ「脱轨」                                 |                                    |
| 杀破狼           | 歴史、宮廷、スチームパンク | 2015   |                                                | 原作同名ラジオドラマ               |
| 过门             | 現代、日常                 | 2015   |                                                | 原作同名ラジオドラマ               |
| 有匪             | 武侠                       | 2015   | ドラマ「有翡」                                 | 原作同名ラジオドラマ               |
| 默读             | サスペンス、ミステリー     | 2016   | ドラマ「光・渊」                               | 原作同名ラジオドラマ               |
| 残次品           | SF                         | 2017   | アニメ「残次品·放逐星空」                      | 原作同名ラジオドラマ、原作同名漫画 |
| 无污染、无公害   | 現代、武侠                 | 2018   |                                                |                                    |
| 烈火浇愁         | 現代ファンタジー、神話     | 2019   | 原作同名アニメ                                 | 原作同名ラジオドラマ               |
| 太岁             | 歴史、スチームパンク、仙侠 | 2021   |                                                |                                    |
| 桥头楼上         | 現代、サスペンス           | 2022   |                                                |                                    |
| 纯白恶魔         | 未来、SFファンタジー       | 2024   |                                                |                                    |

### 海外出版（翻訳）

#### 日本
- 鎮魂 Guardian（镇魂）[3]
- 残次品The Defectives（残次品）[4]
- 黙読　The Light in the Night（默读）[5]

#### 韓国
- 묵독 （默读）電子書籍　※2024年3月現在配信終了
- 진혼 （镇魂）電子書籍　 ※2024年3月現在配信終了
- 유비 （有匪）電子書籍　 ※2024年3月現在配信終了
- 살파랑（杀破狼) 電子書籍　 ※2024年3月現在配信終了
- 열화요수（烈火浇愁）電子書籍[6]
- 잔차품 （残次品）電子書籍[7]

#### ロシア
- Убить волка (杀破狼)
- Безмолвное чтение（默读）
- Топить в огне бушующем печали（烈火浇愁）

#### 米国・カナダ
- Stars of Chaos（杀破狼）[8]
- Guardian（镇魂）[9]

#### シンガポール
- Coins of Destiny（六爻）[10]
- Drowning Sorrows in Raging Fire （烈火浇愁）[11]
- The Defectives （残次品）[12]

#### 台湾
- 殺破狼(杀破狼)
- 獸叢之刀(兽丛之刀)
- 鎮魂 (镇魂)
- 最後的守衛 (最后的守卫)
- 天涯客
- 脫軌(脱轨)
- 有匪

#### タイ
- ฆ่าหมาป่า (杀破狼)
- นักรบพเนจรสุดขอบฟ้า (天涯客)
- Guardian (镇魂)
- หลิวเหยา (六爻)
- ศัสตราอสูร（兽丛之刀）
- ชาลาในอนธการ เล่ม（默读）
- ฉานชื่อผิ่น ดาราจักรไร้สมบูรณ์（残次品）

#### ベトナム
- Sát Phá Lang (杀破狼)
- Đại Ca (大哥)
- Đọc Thầm (默读)
- Thất Gia (七爷)
- Trấn Hồn (镇魂)
- Tàn Thứ Phẩm (残次品)

### 短編
- 刺杀（2015年、机械幻想- 蒸汽朋克之梦）
- 黑色方舟（2013年、上锁的房间）

### 短編ウェブ小説
- 狗（2014年）
- 一千年以后（2009年）
- 月光灿烂丑小鸭（2009年）
- 梦祭（2008年）

### エッセイ
- 21岁（2010年）